# Landala vattentorn

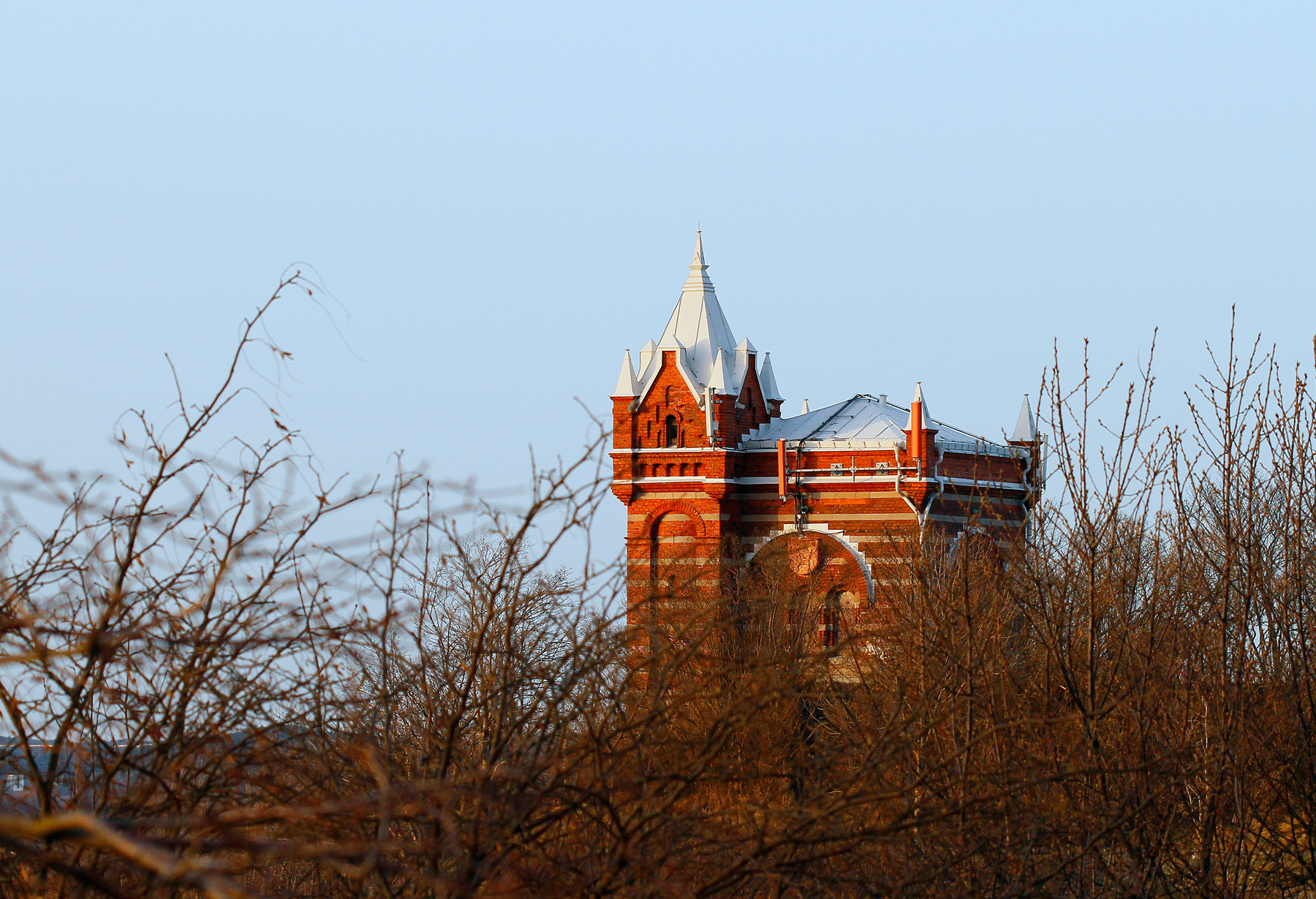
Landala vattentorn våren 2011.

Landala vattentorn, är ett vattentorn på en höjd alldeles norr om norra Guldheden, nordväst om Landala och alldeles nordväst om Övre Besvärsgatan i Göteborg. Det ritades av Adrian C. Peterson och togs i bruk 1894.
Byggnaden ser ut som en 1800-talsborg. Med vita torn och tinnar, rödmurade kakelstenar och med bandmönster av natursten ger den ett intryck av att vara en byggnad från senrokokon fram till tidig funktionalism. Även interiören knyter an till medeltidens arkitektur, med ett vackert välvt rum.
Vattentornet rymde 1,2 miljoner liter vatten och uppfördes vid den 1889 torrlagda Kattedammen på berget Blomsterås mellan Landala och Annedal, senare med adress Övre Besvärsgatan. Reservoaren skulle hantera vattnet från den nya ledningen som dragits från Alelyckan. På själva reservoaren byggdes även ett utsiktstorn. Tornet var tidvis bebott.
Landala vattentorn har ett stort kulturhistoriskt värde och ingår i kommunens bevarandeprogram.